# Noriyuki Haga
Noriyuki Haga (jpn. (芳賀 紀行, Haga Noriyuki) (Nagoja, perfektura Aichi, Japan, 2. ožujka 1975.) bivši japanski vozač motociklističkih utrka.  

## Životopis i karijera
Noriyuki Haga je rođen 2. ožujka 1975. godine u japanskom gradu Nagoja. Od djetinjstva se počeo baviti motociklima (tzv. mini bike i pocket bike). 
 
Prva sezona u cestovnom motociklizmu mu je bila 1992. kad se natjecao u Svejapanskom prvenstvu 250cc, gdje je osvojio 13. mjesto. Od 1994. do 1997. godine se natjecao u Svejapanskom prvenstvu Superbike, kojeg osvaja 1997. godine na Yamahi (motocikl Yamaha YZF750). Također je od 1994. do 1997. godine nastupao na pojedinim utrkama Svjetskog prvenstva Superbike. 
 
Od 1998. godine postaje članom tvorničke momčadi Yamahe (Yamaha World Superbike Team) u Svjetskom Superbike prvenstvu. Na početku 1998. kao tvornički vozač Yamahe s pozivnicom sudjeluje na Velikoj nagradi Japana u Svjetskom prvenstvu 500cc i na utrci osvaja treće mjesto. U tri sezone u Yamaha WSBK Team osvaja 1998. 6. mjesto, 1999. 7. mjesto, a 2000. godine je doprvak u Svjetskom prvenstvu Superbike. U ove tri sezone je ostvario 10 pobjeda u prvenstvu. 2000. godine je imao problem s dopingom (radi uzimanja lijeka Ephedra), te je imao diskvalifikaciju na tri utrke u prvenstvu. 
 

Yamaha je raspustila tvorničku momčad i potporu za sezonu 2001. u Svjetskom Superbike prvenstvu, te je Haga prebačen u momčad Red Bull Yamaha WCM u Svjetskom prvenstvu 500cc. Ovo je bila posljednja sezona klase 500cc,  a Haga je osvojio ukupno 14. mjestu na motociklu Yamaha YZR500. 
 
Za 2002. godinu prelazi u Apriliju u momčad Playstation2-FGF Aprilia u Svjetskom prvenstvu Superbike te osvaja 4. mjesto u poretku. 2003. godine nastupa za Apriliju u Svjetskom prvenstvu MotoGP u momčadi Alice Aprilia Racing na motociklu Aprilia RS Cube, koji se pokazao dosta nepouzdanim, te ukupno osvaja 14. mjesto. 
2004. godine se vraća u Svjetsko prvenstvo Superbike, ovaj put za Ducati u momčad Renegade Ducati (motocikl Ducati 999 RS) te osvaja treće mjesto u prvenstvu uz 6 pobjeda. 2005. se vraća u Yamahu (momčad Yamaha Motor Italia WSB, motocikl Yamaha YZF R1), za koju nastupa do 2008. godine, te tako 2005., 2006. i 2008. godine osvaja treće mjesto, a 2007. drugo u prvenstvu. U ove četiri sezone je ostvario 16 pobjeda i ukupno 47 postolja u Superbike svjetskom prvenstvu. 
 
2009. godine prelazi u Ducatijevu tvorničku momčad (Ducati Xerox Team, motocikl Ducati 1098R) te osvaja drugo mjesto u prvenstvu (8 pobjeda i 19 postolja), zaostavši šest bodova iza prvaka Bena Spiesa na Yamahi. 2010. je šestoplasirani u prvenstvu (2 pobjede, 6 postolja). Po završetku 2010., Ducati gasi tvorničku momčad u Svjetskom Superbike prvenstvu, te Haga prelazi u Aprilijinu satelitsku momčad PATA Racing Team Aprilia (motocikl Aprilia RSV4 1000), te osvaja osmo mjesto u poretku (4 postolja). 
 
2012. i 2013. se natječe u Britanskom Superbike prvenstvu. 2012. godine osvaja 8. mjesto (momčad Swan Yamaha, motocikl Yamaha YZF-R1), a 2013. godine nastupa podljednji dio za Rapid Solicitors Kawasaki (motocikl Kawasaki ZX-10R), te završava 23. u prvenstvu. 
2013. godine je nastupio na jednom trkačem vikendu u Svjetskom Superbike prvenstvu za BMW (momčad Grillini Dentalmatic SBK , motocikl BMW S1000RR) i ukupno je plasiran na 41. mjesto u prvenstvu sa 2 boda. 

## Uspjesi u prvenstvima
Svjetsko prvenstvo - Superbike
- drugoplasirani: 2000., 2007., 2009.
- trećeplasirani: 2004., 2005., 2006., 2008.

Svejapansko prvenstvo - Superbike
- prvak: 1997.

## Vanjske poveznice
- (engl.) motogp.com, Noriyuki Haga
- (engl.) worldsbk.com, Noriyuki Haga
- (engl.)(jap.) nki41.com, wayback